# Джонні Мюллер (боксер)
Джонні Мюллер (англ. Johnny Muller; нар. 1 січня 1991, ПАР) — південноафриканський професійний боксер у першій важкій ваговій категорії (90,72 кг / 200 фунтів).

## Суперники
Дебютував на професійному ринзі 1 квітня 2009 року, нокаутувавши свого співвітчизника Шелдона Гумана у другому раунді.
Першої поразки зазнав нокаутом 4 червня 2011 року теж від співвітчизника Тшепанга Могале. Переможець прямо на ринзі був затриманий поліцією міста Кемптон-Парк та відвезений у поліційський відділок через те, що у боксера знайшли вкрадений мобільний телефон. 31 серпня 2013 року взяв реванш у Могале, нокаутувавши того в 11 раунді в бою за титул чемпіона країни.
6 червня 2015 року досить несподівано переміг роздільним рішенням суддів сильного і досвідченого польського боксера, колишнього чемпіона Європи у першій важкій вазі Матеуша Мастернака. Мюллеру вдалося вирвати перемогу, незважаючи на те, що суперник двічі відправляв його у нокдаун. Для поляка це була лише третя поразка у кар'єрі при 35 перемогах.
29 серпня в київському палаці спорту програв у третьому раунді технічним нокаутом Олександрові Усику.

## Досягнення
У послужному списку Джонні Мюллера титул WBC International Silver. Також Мюллер кілька разів завойовував пояс Чемпіона Південної Африки.

## Статистика боїв
| №  | Дата       | Результат | Спосіб                    | Раунд     | Вага (кг) | Противник                                                     | Вага против ника | Статистика боїв противника | Місце проведення поєдинку                                                                     | Примітки |
| -- | ---------- | --------- | ------------------------- | --------- | --------- | ------------------------------------------------------------- | ---------------- | -------------------------- | --------------------------------------------------------------------------------------------- | --- |
| 26 | 24.04.2016 | Поразка   | Технічний нокаут          | 10 (з 12) |           | Кевін Лерена Південно-Африканська Республіка                  |                  | 13-1-0                     | Казино «Emperor's Palace» Кемптон-Парк, Гаутенг, Південно-Африканська Республіка              | Пояс чемпіона ПАР в напівважкій вазі. Пояс чемпіона WBA Pan African в напівважкій вазі                                                     |
| 26 | 29.08.2015 | Поразка   | Технічний нокаут          | 3 (з 12)  | 88.5      | Олександр Усик Україна                                        | 90.5             | 7-0-0                      | Палац спорту (Київ), Україна                                                                  | Пояс Інтерконтинентального чемпіона WBO в першій важкій вазі                                                                               |
| 25 | 06.06.2015 | Перемога  | Роздільне рішення суддів  | 10 (з 10) |           | Матеуш Мастернак Польща                                       |                  | 35-2-0                     | Казино «Emperor's Palace» Кемптон-Парк, Гаутенг, Південно-Африканська Республіка              | Мюллер у нокдауні у 7-му і 5- му раундах                                                                                                   |
| 24 | 13.04.2015 | Перемога  | Технічний нокаут          | 3 (з 8)   | 85.5      | Дональд Кампамба Замбія                                       | 82.0             | 7-4-1                      | Казино «Emperor's Palace» Кемптон-Парк, Гаутенг, Південно-Африканська Республіка              | |
| 23 | 15.11.2014 | Перемога  | Одностайне рішення суддів | 10 (з 10) | 89.0      | Кевін Лерена Південно-Африканська Республіка                  | 90.4             | 11-0-0                     | Казино «Emperor's Palace» Кемптон-Парк, Гаутенг, Південно-Африканська Республіка              | |
| 22 | 21.06.2014 | Поразка   | Одностайне рішення суддів | 10 (з 10) | 79.2      | Доудоу Нгумбу ДР Конго                                        | 78.9             | 32-5-0                     | «Казино-де-Монте-Карло Саль Медесін» Монте-Карло, Монако                                      | |
| 21 | 01.03.2014 | Перемога  | Роздільне рішення суддів  | 12 (з 12) | 78.8      | Віллбіфорс Шигепо Намібія                                     | 78.2             | 21-7-0                     | Казино «Emperor's Palace» Кемптон-Парк, Гаутенг, Південно-Африканська Республіка              | Вакантний пояс WBC International Silver |
| 20 | 26.11.2013 | Перемога  | Технічний нокаут          | 2 (з 12)  | 79.1      | Внонані Нетшидамбоні Південно-Африканська Республіка ДР Конго | 77.3             | 5-1-1                      | Казино «Emperor's Palace» Кемптон-Парк, Гаутенг, Південно-Африканська Республіка              | Пояс чемпіона ПАР в напівважкій вазі |
| 19 | 31.08.2013 | Перемога  | Технічний нокаут          | 11 (з 12) | 78.9      | Тшепанг Могале Південно-Африканська Республіка                | 78.9             | 9-6-0                      | Казино «Emperor's Palace» Кемптон-Парк, Гаутенг, Південно-Африканська Республіка              | Пояс чемпіона ПАР в напівважкій вазі |
| 18 | 15.06.2013 | Поразка   | Одностайне рішення суддів | 12 (з 12) |           | Ріно Лібемберг Південно-Африканська Республіка                |                  | 11-0-0                     | Казино «Emperor's Palace» Кемптон-Парк, Гаутенг, Південно-Африканська Республіка              | Вакантний пояс інтерконтинентального чемпіона IBO в напівважкій вазі                                                                       |
| 17 | 18.03.2013 | Перемога  | Нокаут                    | 3 (з 8)   | 87.5      | Кізіто Рухамні ДР Конго                                       | 85.8             | 2-1-0                      | Казино «Emperor's Palace» Кемптон-Парк, Гаутенг, Південно-Африканська Республіка              | |
| 16 | 03.12.2012 | Перемога  | Нокаут                    | 4 (з 6)   | 79.2      | Лі Даєр Південно-Африканська Республіка                       | 78.6             | 5-2-0                      | Казино «Emperor's Palace» Кемптон-Парк, Гаутенг, Південно-Африканська Республіка              | |
| 15 | 22.09.2012 | Поразка   | Технічний нокаут          | 9 (з 12)  | 78.8      | Ріно Лібемберг Південно-Африканська Республіка                | 79.3             | 8-0-0                      | Казино «Emperor's Palace» Кемптон-Парк, Гаутенг, Південно-Африканська Республіка              | Вакантний пояс інтерконтинентального чемпіона IBO в напівважкій вазі (Лібемберг у нокдауні у 2-му раунді, Мюллер у нокдауні у 5-му раунді) |
| 14 | 09.07.2012 | Перемога  | Технічний нокаут          | 3 (з 6)   | 83.4      | Хаєні Хлунгване Південно-Африканська Республіка               | 85.6             | 4-5-0                      | Казино «Emperor's Palace» Кемптон-Парк, Гаутенг, Південно-Африканська Республіка              | |
| 13 | 30.11.2011 | Перемога  | Одностайне рішення суддів | 8 (з 8)   | 79.3      | Дональд Кампамба Замбія                                       | 76.4             | 4-2-1                      | Казино «Emperor's Palace» Кемптон-Парк, Гаутенг, Південно-Африканська Республіка              | |
| 12 | 04.06.2011 | Поразка   | Технічний нокаут          | 3 (з 12)  | 78.0      | Тшепанг Могале Південно-Африканська Республіка                | 79.1             | 7-3-0                      | Казино «Emperor's Palace» Кемптон-Парк, Гаутенг, Південно-Африканська Республіка              | Пояс чемпіона ПАР в напівважкій вазі (Мюллер двічі побував у нокдауні 3-му раунді)                                                         |
| 11 | 01.03.2011 | Перемога  | Технічний нокаут          | 9 (з 12)  | 78.8      | Редольф Вентер Південно-Африканська Республіка                | 79.3             | 11-3-0                     | Казино «Emperor's Palace» Кемптон-Парк, Гаутенг, Південно-Африканська Республіка              | Пояс чемпіона ПАР в напівважкій вазі (Вентер припинив бій через травму коліна)                                                             |
| 10 | 30.11.2010 | Перемога  | Технічний нокаут          | 1 (з 12)  | 78.0      | Ронні Латеган Південно-Африканська Республіка                 | 78.1             | 14-8-0                     | Казино «Emperor's Palace» Кемптон-Парк, Гаутенг, Південно-Африканська Республіка              | Вакантний пояс чемпіона ПАР в напівважкій вазі                                                                                             |
| 9  | 18.09.2010 | Нічия     | Рішення суддів            | 6 (з 6)   | 91.9      | Елвіс Мойо Зімбабве                                           | 87.6             | 0-3-0                      | Казино «Emperor's Palace» Кемптон-Парк, Гаутенг, Південно-Африканська Республіка              | |
| 8  | 28.07.2010 | Перемога  | Технічний нокаут          | 4 (з 6)   | 90.1      | Патрік Мадзінга Південно-Африканська Республіка               | 96.7             | 8-14-2                     | Казино «Emperor's Palace» Кемптон-Парк, Гаутенг, Південно-Африканська Республіка              | |
| 7  | 27.04.2010 | Перемога  | Одностайне рішення суддів | 6 (з 6)   | 91.7      | Папі Мангендекенгале ДР Конго                                 | 90.5             | 1-0-1                      | Казино «Emperor's Palace» Кемптон-Парк, Гаутенг, Південно-Африканська Республіка              | |
| 6  | 27.03.2010 | Нічия     | Одностайне рішення суддів | 6 (з 6)   | 89.4      | Вайсман Дломо Південно-Африканська Республіка                 | 122.0            | 7-7-1                      | «Карусель-Казино», Гамманскрааль, Північно-Західна провінція, Південно-Африканська Республіка | |
| 5  | 27.11.2009 | Перемога  | Одностайне рішення суддів | 6 (з 6)   | 91.3      | Монгезі Ндзамела Південно-Африканська Республіка              | 117.1            | 3-7-0                      | «Вемблі Арена», Йоганнесбург, Гаутенг, Південно-Африканська Республіка                        | |
| 4  | 24.09.2009 | Перемога  | Технічний нокаут          | 1 (з 6)   | 88.8      | Шон Сантана Південно-Африканська Республіка                   | 85.8             | 6-4-0                      | «Вемблі Арена», Йоганнесбург, Гаутенг, Південно-Африканська Республіка                        | |
| 3  | 28.07.2009 | Перемога  | Технічний нокаут          | 1 (з 4)   | 91.2      | Роббі Ломбард Південно-Африканська Республіка                 | 102.9            | 0-1-0                      | Казино «Emperor's Palace» Кемптон-Парк, Гаутенг, Південно-Африканська Республіка              | |
| 2  | 24.05.2009 | Перемога  | Технічний нокаут          | 2 (з 4)   | 92.6      | Калі Келембе Південно-Африканська Республіка                  | 92.0             | 0-1-1                      | «Насрек Арена», Йоганнесбург, Гаутенг, Південно-Африканська Республіка                        | |
| 1  | 01.04.2009 | Перемога  | Технічний нокаут          | 2 (з 4)   | 93.3      | Шелдон Хуман Південно-Африканська Республіка                  | 104.3            | Дебют                      | Казино «Emperor's Palace» Кемптон-Парк, Гаутенг, Південно-Африканська Республіка              | Дебют |